# Elisabetta Cavallotti
Elisabetta Cavallotti (Bologna, 1º luglio 1967) è un'attrice italiana.

## Biografia
Dopo il debutto in teatro nel 1982 in La patente di Luigi Pirandello, Elisabetta Cavallotti si è dedicata prevalentemente al cinema. Tra i film in cui ha recitato si ricordano: I laureati (1995), Guardami (1999), Cattive inclinazioni (2003). È apparsa anche in serie TV come Don Matteo, Un posto al sole (la prima soap opera girata in Italia) e Capri. Nel 1999 ha fatto parte del cast del film Guardami, per la regia di Davide Ferrario, in cui alcune scene di sesso non simulato colpirono l'opinione pubblica e la critica. L'attrice, definita "la star della giornata alla Mostra del cinema di Venezia", all'uscita del film dichiarò il suo disagio nel girarle: Non è divertente girare film porno, ma è stata una sfida. Comunque non ho la sensazione che il mio film sia stato utilizzato per scopi commerciali. Nello stesso anno Guardami è stato presentato in concorso ai David di Donatello.
L'attrice ha poi girato diversi altri film, l'ultimo dei quali nel 2021 intitolato Si vive una volta sola, per la regia di Carlo Verdone.
Nel settembre 2020 ha vinto il Reggio Calabria Film Fest come miglior attrice protagonista per il film La guerra a Cuba. Il film è stato presentato in numerosi festival e rassegne, tra cui il Los Angeles Italia Film Festival.
È discendente del politico e poeta Felice Cavallotti.

## Filmografia

### Cinema
- Impiegati, regia di Pupi Avati (1984)
- Antelope Cobbler, regia di Antonio Falduto (1991)
- Il tuffo, regia di Massimo Martella (1993)
- Anime fiammeggianti, regia di Davide Ferrario (1994)
- I laureati, regia di Leonardo Pieraccioni (1995)
- Estate in città, regia di Davide Ferrario – cortometraggio (1996)
- Tutti giù per terra, regia di Davide Ferrario (1997)
- Guardami, regia di Davide Ferrario (1999)
- Hotel, regia di Mike Figgis (2001)
- Da zero a dieci, regia di Luciano Ligabue (2002)
- Cattive inclinazioni, regia di Pierfrancesco Campanella  (2003)
- Dentro la città, regia di Andrea Costantini  (2004)
- Zorba il Buddha, regia di Lakshen Sucameli (2004)
- Taxi Lovers, regia di Luigi Stefano Maria Di Fiore (2005)
- Il punto rosso, regia di Marco Carlucci (2006)
- Animanera, regia di Raffaele Verzillo (2007)
- Guardando le stelle, regia di Stefano Calvagna (2009)
- La guerra a Cuba, regia di Renato Giugliano (2020)
- Si vive una volta sola, regia di Carlo Verdone (2021)

### Televisione
- Helena, regia di Giancarlo Soldi (1988)
- Un amore rubato (1993)
- L'ombra della sera, regia di Cinzia TH Torrini – film TV (1994)
- In nome della famiglia, regia di Vincenzo Verdecchi (1995)
- I ragazzi del muretto – serie TV, episodio 3x11 (1996)
- In nome della famiglia 2, regia di Vincenzo Verdecchi (1996)
- Mio padre è innocente, regia di Vincenzo Verdecchi (1997)
- Don Matteo – serie TV, 1 episodio (2002)
- Briciole (2005)
- Distretto di Polizia – serie TV, episodio 6x22 (2006)
- Capri – serie TV, 13 episodi (2008)
- R.I.S. - Delitti imperfetti – serie TV, episodio 4x01 (2008)
- Un posto al sole – soap opera (2011)
- Nero a metà – serie TV, episodio 2x07 (2020)
- Vivere non è un gioco da ragazzi – serie TV, 4 episodi (2023)